# Sorbiers, Loire
Sorbiers är en kommun i departementet Loire i regionen Auvergne-Rhône-Alpes i centrala Frankrike. Kommunen ligger i kantonen Saint-Héand som tillhör arrondissementet Saint-Étienne. År 2022 hade Sorbiers 8 071 invånare.

## Befolkningsutveckling
Antalet invånare i kommunen Sorbiers
| Referens: INSEE |